# Рейнеке-Черняковская, Екатерина Георгиевна
Екатерина Георгиевна Рейнеке-Черняковская (1892—1942) — советская ученая-ботаник, систематик высших растений.

## Биография
Родилась 15 октября (по другим данным 15 ноября) 1892 года в городе Конин Калишской губернии Российской империи, ныне на территории Польши.
Окончила Высшие женские естественно-научные курсы. Работала с 1913 года сотрудником Императорского ботанического сада (ныне Ботанический сад Петра Великого).
В 1924 году участвовала в экспедиции в Туркменскую область, в 1924—1925 годах находилась в экспедиции в Персию.
Проживала в Ленинграде на 11-й линии Васильевского острова, дом 42, а также на улице Песочной, дом 1/2. Работала в Гербарии Ботанического института РАН. В годы блокады Ленинграда осталась в осажденном Ленинграде. Эвакуация фондов гербария не проводилась, но наиболее ценные объекты были перемещены в подвал; часть коллекций была запакована и подготовлена к возможной эвакуации.
Умерла в 1942 году во время блокады от дистрофии. Была похоронена на Серафимовском кладбище.
В архиве Санкт-Петербургского филиала РАН имеются документы, относящиеся к Екатерине Георгиевне Рейнеке-Черняковской.
Некоторые труды:
- Черняковская Е. Г. Хорасан и Сеистан (ботанико-агрономический очерк Восточной Персии) // Труды по прикладной ботанике, генетике и селекции, вып. XXIII. — 1930.
- Черняковская Е. Г. Род красоднев Hemerocallis L // Флора СССР. М.- Л.: 1935.
- Черняковская Е. Г. Очерк растительности Копет-дага // Известия Главного Ботанического сада СССР. — 1927. — Т. 26. — Вып. 2. — С. 253—266.
- Черняковская Е. Г. Род 260. Безвременник осенний Colchicum (Tourn.) L // Флора СССР = Flora URSS : в 30 т. / гл. ред. В. Л. Комаров. — Л. : Изд-во АН СССР, 1935. — Т. 4 / ред. тома В. Л. Комаров. — С. 23—31. — 760, XXX с. — 5175 экз.
- Черняковская Е. Г. Род Катран—Crambe (Tourn.) L // Флора СССР. —М. — С. 474—491.
- Черняковская Е. Г. Весенняя растительность Кара-Калпинского района // Изв. Глав. бот. сада. — 1925. — Т. 23. — №. 2.

## Виды растений, названные в честь Е. Г. Рейнеке-Черняковской
- Cousinia czerniakowskae Kult.[5]
- Dactylorhiza czerniakowskae Aver.[6]
- Matthiola czerniakowskae Botsch. & Vved.[7]
- Pyrethrum czerniakowskae Krasch. ex Czerniak.[8] [≡ Tanacetum czerniakowskae]
- Veronica czerniakowskiana Monjuschko — Вероника Черняковской[9]